# Генрих II (Цвейбрюккен)
Генрих II Сварливый (нем. Heinrich II. von Zweibrücken, Streitbare; ум. ок. 1283) — второй граф Цвейбрюккена.

## Биография
Родился около 1222 года. Единственный сын Генриха I Цвейбрюккена и Гедвиги Лотарингской. До женитьбы находился под опекой матери.
С 1238 года был женат на Агнессе фон Эберштайн, дочери и наследнице графа Эберхарда IV фон Эберштайна. В 1263 году после смерти тестя разделил его графство на две части: земли на правобережье Рейна передал своему старшему сыну Симону, территорию на левом берегу присоединил к Цвейбрюккену. Также получил сеньорию Штауф, которую в 1282 г. заложил епископу Вормса.
Прозвище «Сварливый (воинственный)» — за бесконечные войны, которые Генрих II вёл со своими соседями.

### Брак и дети
От брака с Агнессой было 7 детей:
- Симон I (ум. 1280), граф Эберштейна
- Эберхард (ум. 1316/21), граф Цвейбрюккен-Битш
- Вальрам I (ум. 1309), граф Цвейбрюккена
- Генрих (ум. 1305), канонник в Трире, пробст в Вормсе
- Елизавета (ум. 1259), жена Герлаха V фон Фельденц
- Катарина, жена Гуго фон Винстингена
- Агнесса, жена Дитриха фон Гогенфельса.